# El diablo en persona
El diablo en persona es una película protagonizada por los mexicanos Valentín Trujillo, Eduardo de la Peña y por la española Miss Universo Amparo Muñoz